# Luis Belluga Moncada
Luis Antonio Belluga y Moncada (Motril, 30 novembre 1662 – Roma, 22 febbraio 1743) è stato un cardinale e vescovo cattolico spagnolo.

## Biografia
Nacque a Motril il 30 novembre 1662.
Papa Clemente XI lo elevò al rango di cardinale nel concistoro del 29 novembre 1719.
Morì il 22 febbraio 1743 all'età di 80 anni.

## Genealogia episcopale e successione apostolica
La genealogia episcopale è:
- Cardinale Guillaume d'Estouteville, O.S.B.Clun.
- Papa Sisto IV
- Papa Giulio II
- Cardinale Raffaele Sansone Riario
- Papa Leone X
- Papa Paolo III
- Cardinale Francesco Pisani
- Cardinale Alfonso Gesualdo di Conza
- Papa Clemente VIII
- Cardinale Pietro Aldobrandini
- Cardinale Laudivio Zacchia
- Papa Innocenzo X
- Cardinale Francesco Peretti di Montalto
- Cardinale Federico Borromeo
- Vescovo Juan Asensio Barrios, O. de M.
- Cardinale Pedro de Salazar Gutiérrez de Toledo, O. de M.
- Cardinale Luis Antonio Belluga y Moncada, C.O.

La successione apostolica è:
- Vescovo Rodrigo Marín y Rubio (1709)
- Vescovo Diego Muñoz Baquerizo (1714)
- Cardinale Diego de Astorga y Céspedes (1716)
- Vescovo Tomás Ratto Ottonelli (1731)
- Arcivescovo Stanislao Poliastri (1738)